# Mac mini
Le Mac mini est un ordinateur de bureau développé et produit par Apple. À l'instar des ordinateurs Mini-ITX, il est particulièrement petit pour un ordinateur de bureau (un pavé de 19,7 cm de côté et de 3,6 cm de haut). Il pèse 1,37 kg (1,22 kg pour les Mac mini commercialisés en juillet 2011).
Le Mac mini a été présenté pour la première fois à la Macworld Conference & Expo le 11 janvier 2005, il a depuis été plusieurs fois mis à jour avec de nouveaux composants, le rendant ainsi de plus en plus performant. Au même moment, Apple a présenté l'iPod shuffle, lui aussi était un produit plus petit et moins cher que les produits phares du fabricant. Il a été baptisé par le CEO d'Apple Steve Jobs comme étant le Mac le plus abordable (The most affordable Mac ever) : prix au lancement de 499 € (en configuration standard) à 999 € (en configuration Mini serveur).
Le Mac mini est vendu avec le système d'exploitation d'Apple macOS préinstallé ainsi que diverses autres applications tel que le navigateur Web Safari ou la suite bureautique développée par Apple (Pages, Numbers, Keynote). Le Mac mini est livré sans clavier ni souris ni écran.

## Première version

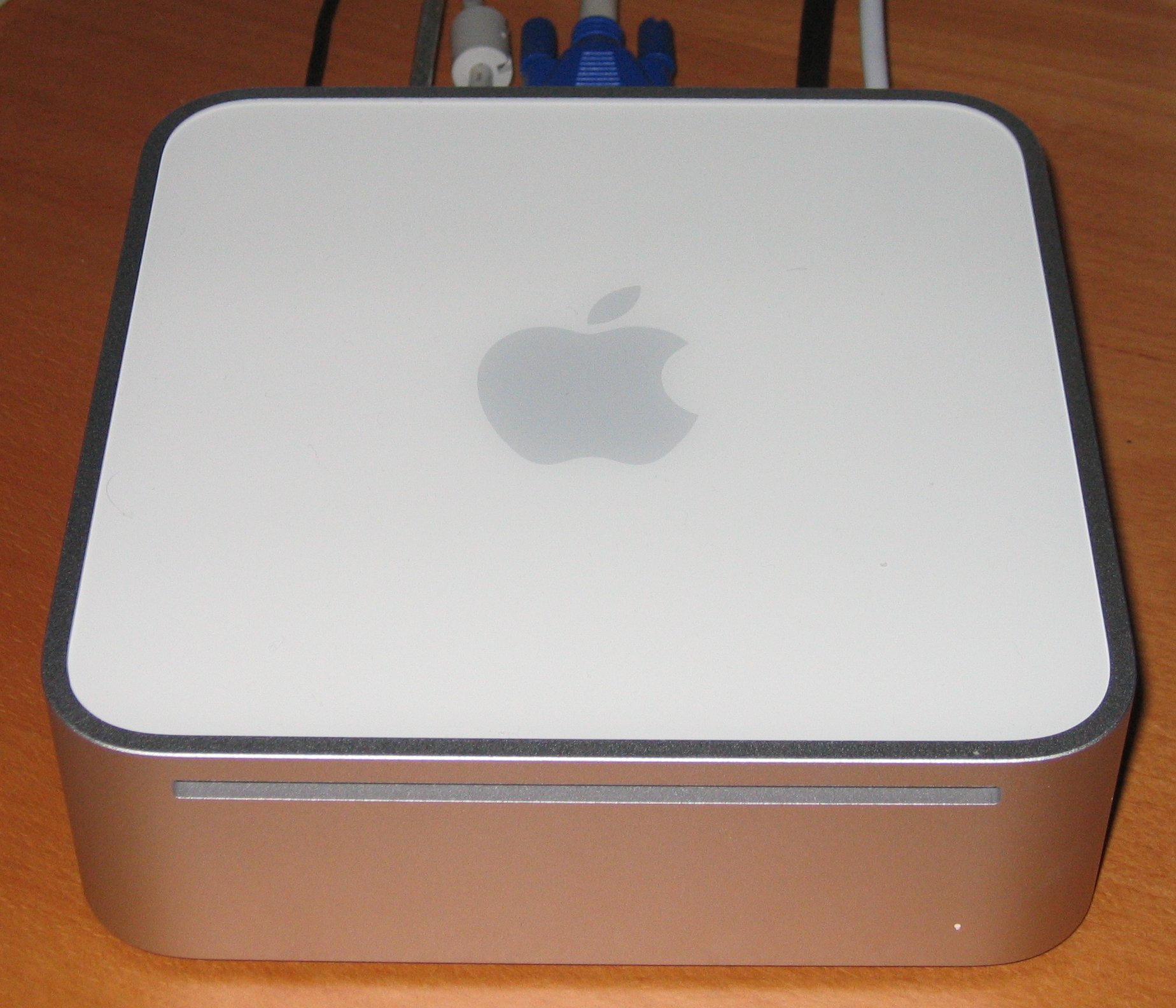
Mac mini 2005.

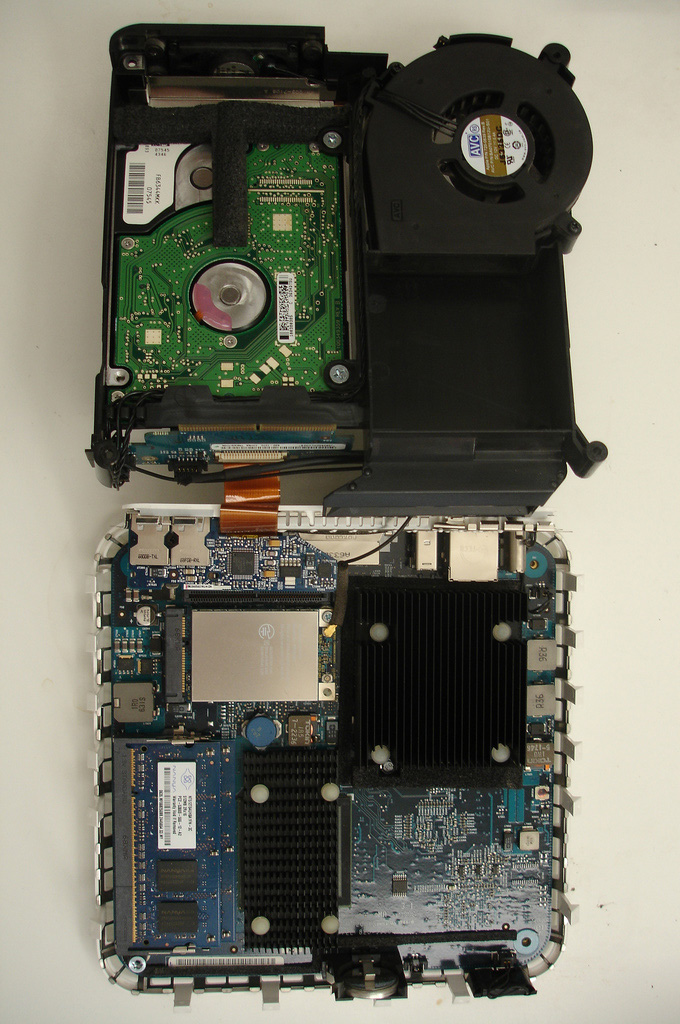
Intérieur d'un Mac mini en 2007.

### Power PC G4
L'aspect extérieur du Mac mini n'a pas ou peu évolué au fil des générations avant la version de juin 2010. Il est fait de deux pièces principales : une coque en aluminium anodisé et un socle qui supporte la totalité des composants ainsi que les différentes interfaces situées à l'arrière. Sur la coque anodisée est incrustée une pièce en polycarbonate blanc avec au centre le logo d'Apple en gris. La face inférieure du mini est recouverte d'une gomme antidérapante qui stabilise le Mac mini sur son support.

### Deuxième génération (Intel core)
À partir du 28 février 2006, avec l'arrivée des Mac mini à processeur Intel et du lot de mises à jour qu'ils apportent, un capteur infrarouge à côté du lecteur optique, laissant ainsi apparaître un petit cube noir à droite du lecteur slot-in sur la face avant du Mac mini.
Sur la face arrière, l'agencement a souvent été légèrement remanié avec l'apparition et de la disparition de certains ports.
Le 3 mars 2009, 19 mois après la précédente mise à jour, Apple actualise son Mac mini, en lui apportant un nouveau chipset/IGP d'NVIDIA, ainsi qu'un Mini DisplayPort. Cependant son design reste inchangé. Le chipset graphique nVidia GeForce 9400M permet au Mac mini d'atteindre de bien meilleures performances graphiques qu'auparavant. Le Wi-Fi est porté à la norme 802.11n, 4 ports USB sont présents sur la face arrière, un port FireWire 800, un port Thunderbolt ainsi qu'une sortie HDMI.

### Tableau des modèles
| Composants                                                                 | PowerPC G4 | PowerPC G4 | Intel Core | Intel Core | Intel Core 2 Duo | Intel Core 2 Duo | Intel Core 2 Duo |
| Modèle                                                                     | Début 2005 | Fin 2005 | Début 2006 | Fin 2006 | Milieu 2007 | Début 2009 | Fin 2009 |
| -------------------------------------------------------------------------- | --- | --- | --- | --- | --- | --- | --- |
| Numéro d'ordre                                                             | M9686*/A, M9687*/A (mi-2005 : M9686*/B, M9687*/B, M9971*/B) | M9687*/B, M9971*/B, MGEN2LL/A | MA205*/A, MA206*/A | MA607*/A, MA608*/A | MB138*/A, MB139*/A | MB463*/A, MB464*/A | MC238*/A, MC239*/A, MC408*/A                                                                                                |
| Identifiant modèle                                                         | PowerMac10,1 | PowerMac10,2 | Macmini1,1 | Macmini1,1 | Macmini2,1 | Macmini3,1 | Macmini3,1 |
| Numéro modèle                                                              | A1103 | A1103 | A1176 | A1176 | A1176 | A1283 | A1283 |
| Processeur graphique                                                       | ATI Radeon 9200 avec 32 Mio de DDR SDRAM. | ATI Radeon 9200 avec 32 ou 64 Mio de DDR SDRAM. | Intel GMA 950 avec 64 Mio de DDR2 SDRAM partagée (jusqu'à 224 Mio sur Windows avec Boot Camp)                                                                                           | Intel GMA 950 avec 64 Mio de DDR2 SDRAM partagée (jusqu'à 224 Mio sur Windows avec Boot Camp)                                                                                           | Intel GMA 950 avec 64 Mio de DDR2 SDRAM partagée (jusqu'à 224 Mio sur Windows avec Boot Camp)                                                                                           | nVidia GeForce 9400M avec 128 ou 256 Mio DDR3 SDRAM partagés 256 Mio avec au moins 2 Gio de mémoire vive                    | nVidia GeForce 9400M avec 128 ou 256 Mio DDR3 SDRAM partagés 256 Mio avec au moins 2 Gio de mémoire vive                    |
| Disque dur 5 400 tr/min sauf mention contraire                             | 40 Go ou 80 Go Ultra-ATA/100 à 4 200 tr/min | 40 Go ou 80 Go Ultra ATA/100 | 60 Go, 80 Go, 100 Go ou 120 Go Serial ATA 100 Go ou 120 Go en option | 60 Go, 80 Go, 100 Go, 120 Go ou 160 Go Serial ATA 120 Go ou 160 Go en option | 80 Go, 120 Go ou 160 Go Serial ATA 160 Go en option | 120 Go ou 320 Go Serial ATA 250 Go en option                                                                                | 160 Go ou 320 Go Serial ATA 500 Go en option                                                                                |
| Processeur                                                                 | PowerPC G4 7447A à 1,25 GHz ou 1,42 GHz | PowerPC G4 7447A à 1,33 GHz ou 1,5 GHz | Intel Core Solo T1200 à 1,5 GHz ou Intel Core Duo T2300 à 1,66 GHz | Intel Core Duo T2300 à 1,66 GHz ou T2400 à 1,83 GHz | Intel Core 2 Duo T5600 à 1,83 GHz ou T7200 à 2,0 GHz | Intel Core 2 Duo P7350 à 2,0 GHz Intel Core 2 Duo P8400 à 2,26 GHz en option                                                | Intel Core 2 Duo P7550 à 2,26 GHz ou P8700 à 2,53 GHz Intel Core 2 Duo SP9600 à 2,66 GHz en option                          |
| Mémoire vive Un emplacement sur les modèles G4, deux sur les modèles Intel | 256 Mio de DDR SDRAM à 333 MHz Extensible à 1 Gio | 256 Mio de DDR SDRAM à 333 MHz Extensible à 1 Gio | 512 Mio (2×256 Mio) de DDR2 SODIMM à 667 MHz Extensible à 2 Gio | 512 Mio (2×256 Mio) de DDR2 SODIMM à 667 MHz Extensible à 2 Gio | 1 Gio (2×512 Mio) de DDR2 SODIMM à 667 MHz Extensible à 4 Gio, mais uniquement 3 Gio adressables                                                                                        | 1 Gio (1×1 Gio) ou 2 Gio (2×1 Gio) de DDR3 SODIMM à 1 066 MHz Extensible à 4 Gio et officieusement à 8 Gio                  | 2 Gio (2×1 Gio) ou 4 Gio (2×2 Gio) de DDR3 SODIMM à 1 066 MHz Extensible à 4 Gio et officieusement à 8 Gio                  |
| Wi-Fi                                                                      | AirPort Extreme intégré ou en option 802.11b/g | AirPort Extreme intégré ou en option 802.11b/g | AirPort Extreme intégré 802.11b/g | AirPort Extreme intégré 802.11b/g | AirPort Extreme intégré 802.11b/g | AirPort Extreme intégré 802.11a/b/g/draft-n                                                                                 | AirPort Extreme intégré 802.11a/b/g/n                                                                                       |
| Lecteur optique                                                            | Lecteur Combo : Lecture 8× DVD, écriture 24× CD-R et 16× CD-RW ou SuperDrive : lecture 8× DVD±R, écriture 4× DVD±R ou écriture 2× DVD±RW, 24× CD lecture, 16× CD-R et écriture 8× CD-RW | Lecteur Combo : Lecture 8× DVD, écriture 24× CD-R et 16× CD-RW ou SuperDrive : lecture 8× DVD±R, écriture 4× DVD±R ou écriture 2× DVD±RW, 24× CD lecture, 16× CD-R et écriture 8× CD-RW | Lecteur Combo : Lecture 8× DVD, écriture 24× CD-R et 16× CD-RW ou SuperDrive : lecture 8× DVD±R, écriture 4× DVD±R ou écriture 2× DVD±RW, 24× CD lecture, 16× CD-R et écriture 8× CD-RW | Lecteur Combo : Lecture 8× DVD, écriture 24× CD-R et 16× CD-RW ou SuperDrive : lecture 8× DVD±R, écriture 4× DVD±R ou écriture 2× DVD±RW, 24× CD lecture, 16× CD-R et écriture 8× CD-RW | Lecteur Combo : Lecture 8× DVD, écriture 24× CD-R et 16× CD-RW ou SuperDrive : lecture 8× DVD±R, écriture 4× DVD±R ou écriture 2× DVD±RW, 24× CD lecture, 16× CD-R et écriture 8× CD-RW | SuperDrive lecture 8× DVD±R, écriture 8× DVD±R, écriture 6× DVD±R-DL et DVD±RW, lecture 24× CD, écriture 24× CD-R et CD-RW. | SuperDrive lecture 8× DVD±R, écriture 8× DVD±R, écriture 6× DVD±R-DL et DVD±RW, lecture 24× CD, écriture 24× CD-R et CD-RW. |
| Système d'exploitation livré                                               | Mac OS X Panther 10.3.7 | Mac OS X Tiger 10.4.2 | Mac OS X Tiger 10.4.5 | Mac OS X Tiger 10.4.7 | Mac OS X Tiger 10.4.10 | Mac OS X Leopard 10.5.6 | Mac OS X Snow Leopard 10.6.1                                                                                                |
| Poids                                                                      | 1,32 kg | 1,32 kg | 1,32 kg | 1,32 kg | 1,32 kg | 1,32 kg | 1,32 kg |
| Dimensions                                                                 | 50,8 × 165,1 × 165,1 mm | 50,8 × 165,1 × 165,1 mm | 50,8 × 165,1 × 165,1 mm | 50,8 × 165,1 × 165,1 mm | 50,8 × 165,1 × 165,1 mm | 50,8 × 165,1 × 165,1 mm | 50,8 × 165,1 × 165,1 mm |

## Troisième génération: unibody aluminium A1347 (2010-2018)

### Juin 2010 (Intel Core 2 Duo)
La version de juin 2010 se différencie des précédentes par :
- les dimensions de son boîtier entièrement à base d'aluminium : moins épais et plus large ;
- un accès désormais possible à la mémoire vive pour l'utilisateur qui dispose de deux emplacements SO-DIMM pour les barrettes DDR3 SDRAM ;
- un lecteur de carte SDXC à l'arrière du boitier ;
- un port HDMI avec gestion du son et de la vidéo (résolution jusqu’à 1 920 x 1 200).

### Juillet 2011 (Intel Core i5 et i7)
Extérieurement, le Mac mini s'élargit et est moins haut, le logo devient noir ; il perd son lecteur Superdrive, se voit doté de connexions Thunderbolt et Bluetooth 4.0, d'un processeur bicœur Intel Core i5 et d'un disque dur de 500 Go. Il s'allège légèrement. Un second modèle fait son apparition avec un processeur et une carte graphique un peu plus véloces et 4 Go de RAM. Les prix sont à la baisse : 599 € et 799 €. Les Mac mini bénéficient de Mac OS X Lion sorti simultanément. La version serveur est livrée avec deux disques dur de 500 Go, un processeur quadricœur Intel Core i7 à 2 GHz, une carte graphique Intel HD Graphics 3000 et Mac OS Lion Server. Son prix est de 999 €.

### Octobre 2012
À l'extérieur peu de changement si ce n'est la connectique à l'arrière. La mise à jour est surtout interne. Le Mac mini version 2012 reprend les caractéristiques de l'ancienne version mais adopte l'USB 3.0 sur les 4 ports et la plate-forme Ivy Bridge et les puces graphiques Intel HD Graphics 4000. Il peut recevoir jusqu'à 16 Go de RAM, 1 To de disque dur et 256 Go de SSD en option. Trois modèles subsistent : le modèle standard est proposé à 599 €. Il dispose d'un processeur Intel Core i5 bicœur à 2,5 GHz, 4 Go de RAM et 500 Go de disque dur. Le Mac mini haut de gamme est proposé avec un processeur Intel Core i7 quadricœur à 2,3 GHz, 4 Go de RAM et un disque dur de 1 To pour 799 €. Le modèle serveur diffère de ce dernier en ayant deux disques durs à 1 To pour 999 €. Ces deux modèles peuvent être configurés avec un (ou deux pour le Mac serveur) disque SSD de 256 Go (ou Fusion Drive de 1 To pour le Mac mini haut de gamme).

### Octobre 2014
À l'extérieur, rien n'a changé, si ce n'est le capot inférieur où il est écrit Mac mini qui ne peut plus s'ouvrir. À l'intérieur, la RAM a été soudée à la carte mère du Mac mini, et les ports FireWire 800 ont été remplacés par l'ajout d'un deuxième port ThunderBolt 2.0. Avec ce modèle, plus aucun produit Apple vendu ne possède un port FireWire, abandonnant une interface qui souffrit de la concurrence avec l'USB. Il n'est également plus possible de prendre du Intel Core i7 quatre cœurs, il reste le i5 bicœur proposé à 3 fréquences.

### Tableau des modèles
| Date de lancement                                       | 15 juin 2010 | 15 juin 2010 | 20 juillet 2011                                                                                    | 20 juillet 2011 | 20 juillet 2011 | 23 octobre 2012                                                                                     | 23 octobre 2012                                                                                               | 23 octobre 2012                                                                                               | 16 octobre 2014 | 16 octobre 2014 | 16 octobre 2014 |             |             |             |             |             |             |             |             |             |             |             |             |             |             |             |             |             |             |             |             |
| Numéro d'ordre                                          | MC270*/A | MC438*/A (modèle serveur) | MC815*/A                                                                                           | MC816*/A | MC936*/A (modèle serveur) | MD387*/A                                                                                            | MD388*/A | MD389*/A (modèle serveur)                                                                                     | MGEM2*/A | MGEN2*/A | MGEQ2*/A |             |             |             |             |             |             |             |             |             |             |             |             |             |             |             |             |             |             |             |             |
| Type modèle                                             | Macmini 4,1 | Macmini 4,1 | Macmini 5,1                                                                                        | Macmini 5,2 | Macmini 5,3 | Macmini 6,1                                                                                         | Macmini 6,2                                                                                                   | Macmini 6,2                                                                                                   | Macmini 7,1 | Macmini 7,1 | Macmini 7,1 | Macmini 7,1 | Macmini 7,1 | Macmini 7,1 | Macmini 7,1 | Macmini 7,1 | Macmini 7,1 | Macmini 7,1 | Macmini 7,1 | Macmini 7,1 | Macmini 7,1 | Macmini 7,1 | Macmini 7,1 | Macmini 7,1 | Macmini 7,1 | Macmini 7,1 | Macmini 7,1 | Macmini 7,1 | Macmini 7,1 | Macmini 7,1 | Macmini 7,1 |
| Prix au lancement                                       | 699 € | 999 € | 599 €                                                                                              | 799 € | 1099 € | 599 €                                                                                               | US 799€ | 999€ | 549 € | 799 € | 1099 € |             |             |             |             |             |             |             |             |             |             |             |             |             |             |             |             |             |             |             |             |
| Numéro modèle                                           | A1347 | A1347 | A1347                                                                                              | A1347 | A1347 | A1347                                                                                               | A1347 | A1347 | A1347 | A1347 | A1347 |             |             |             |             |             |             |             |             |             |             |             |             |             |             |             |             |             |             |             |             |
| Processeur                                              | Intel Core 2 Duo (P8600) En option : Intel Core Duo à 2.66 GHz (P8800) | Intel Core 2 Duo (P8800) | Dual-core Intel Core i5 (i5-2415M)                                                                 | Dual-core Intel Core i5 (i5-2520M Turbo Boost up to 3.2 GHz) En option : i7-2620M dual-core Intel Core i7             | Quad-core Intel Core i7 (i7-2635QM) | Dual-core Intel Core i5 (i5-3210M)                                                                  | Quad-core Intel Core i7 (i7-3615QM Turbo jusqu'à 3.3 GHz) En option : Intel i7-3720QM quad-core Intel Core i7 | Quad-core Intel Core i7 (i7-3615QM Turbo jusqu'à 3.3 GHz) En option : Intel i7-3720QM quad-core Intel Core i7 | Intel Core i5 bicœur à 1,4 GHz (i5-4260U)                                                                                          | Intel Core i5 bicœur à 2,6 GHz (i5-4278U) En option : Intel Core bicœur i7-4578U                                           | Intel Core i5 bicœur à 2,8 GHz (i5-4308U) En option : Intel Core bicœur i7-4578U                                           |             |             |             |             |             |             |             |             |             |             |             |             |             |             |             |             |             |             |             |             |
| Fréquence (Turbo Boost)                                 | 2.4 GHz 2.66 GHz avec P8800 | 2.66 GHz | 2.3 GHz (2.9 GHz)                                                                                  | 2.5 GHz (3.2 GHz) 2.7 GHz (3.4 GHz) avec i7-2620M                                                                     | 2.0 GHz (2.9 GHz) | 2.5 GHz (3.1 GHz)                                                                                   | 2.3 GHz (3.3 GHz) 2.6 GHz (3.6 GHz) ou i7-3720QM                                                              | 2.3 GHz (3.3 GHz) 2.6 GHz (3.6 GHz) ou i7-3720QM                                                              | 1.4 GHz (2.7 GHz) | 2.6 GHz (3.1 GHz) 3.0 GHz (3.5 GHz) ou i7-4578U                                                                            | 2.8 GHz (3.3 GHz) 3.0 GHz (3.5 GHz) oui7-4578U                                                                             |             |             |             |             |             |             |             |             |             |             |             |             |             |             |             |             |             |             |             |             |
| Cœurs (Nombre de cœur)                                  | 2 | 2 | 2 (4)                                                                                              | 2 (4) | 4 (8) | 2 (4)                                                                                               | 4 (8) | 4 (8) | 2 (4) | 2 (4) | 2 (4) |             |             |             |             |             |             |             |             |             |             |             |             |             |             |             |             |             |             |             |             |
| Cache                                                   | 3 Mo L2 | 3 Mo L2 | 3 Mo partagé en cache L3                                                                           | 3 Mo partagé en cache L3                                                                                              | 6 Mo partagé en cache L3 | 3 Mo L3                                                                                             | 6 Mo L3 | 6 Mo L3 | 3 Mo L3 | 3 Mo L3 4 Mo L3 avec le processeur i7-4578U                                                                                | 3 Mo L3 4 Mo L3 avec le processeur i7-4578U                                                                                |             |             |             |             |             |             |             |             |             |             |             |             |             |             |             |             |             |             |             |             |
| Bus système                                             | 1.07 GHz | 1.07 GHz | DMI                                                                                                | DMI | DMI | DMI                                                                                                 | DMI | DMI | DMI | DMI | DMI |             |             |             |             |             |             |             |             |             |             |             |             |             |             |             |             |             |             |             |             |
| Mémoires deux emplacements de mémoire vive              | 2 Go (2 × 1 Go) 1066 MHz DDR3 SDRAM 204-pin SO-DIMM Extensible en 8 Go (2 × 4 Go) 1066 MHz DDR3 SDRAM                                                                                             | 4 Go (2 × 2 Go) 1066 MHz DDR3 SDRAM Extensible en 8 Go (2 × 4 Go) 1066 MHz DDR3 SDRAM | 2 Go (2 × 1 Go) 1333 MHz DDR3 Extensible en 4 Go (2 × 2 Go) ou 8 Go (2 × 4 Go) 1333 MHz DDR3 SDRAM | 4 Go (2 × 2 Go) 1333 MHz DDR3 Extensible en 8 Go (2 × 4 Go) 1333 MHz DDR3 SDRAM                                       | 4 Go (2 × 2 Go) 1333 MHz DDR3 Extensible en 8 Go (2 × 4 Go) 1333 MHz DDR3 SDRAM                                                                               | 4 Go (2 × 2 Go) 1600 MHz DDR3 Extensible en 8 Go (2 × 4 Go) ou 16 Go (2 × 8 Go) 1600 MHz DDR3 SDRAM | 4 Go (2 × 2 Go) 1600 MHz DDR3 Extensible en 8 Go (2 × 4 Go) ou 16 Go (2 × 8 Go) 1600 MHz DDR3 SDRAM           | 4 Go (2 × 2 Go) 1600 MHz DDR3 Extensible en 8 Go (2 × 4 Go) ou 16 Go (2 × 8 Go) 1600 MHz DDR3 SDRAM           | 4 Go 1600 MHz DDR3 soudé à la carte mère Extensible en 8 Go ou 16 Go 1600 MHz DDR3 SDRAM disponible seulement au moment de l'achat | 8 Go 1600 MHz DDR3 soudé à la carte mère Extensible en 16 Go 1600 MHz DDR3 SDRAM disponible seulement au moment de l'achat | 8 Go 1600 MHz DDR3 soudé à la carte mère Extensible en 16 Go 1600 MHz DDR3 SDRAM disponible seulement au moment de l'achat |             |             |             |             |             |             |             |             |             |             |             |             |             |             |             |             |             |             |             |             |
| Mémoires deux emplacements de mémoire vive              | Officieusement 16 Go (2 × 8 Go) 1066 MHz DDR3 SDRAM, via des fournisseurs non certifiés par Apple                                                                                                 | Officieusement 16 Go (2 × 8 Go) 1066 MHz DDR3 SDRAM, via des fournisseurs non certifiés par Apple                                                                                                 | Officieusement 16 Go (2 × 8 Go) 1600 MHz DDR3 SDRAM, via des fournisseurs non certifiés par Apple  | Officieusement 16 Go (2 × 8 Go) 1600 MHz DDR3 SDRAM, via des fournisseurs non certifiés par Apple                     | Officieusement 16 Go (2 × 8 Go) 1600 MHz DDR3 SDRAM, via des fournisseurs non certifiés par Apple                                                             | 16 Go (2 × 8 Go) 1600 MHz DDR3 SDRAM                                                                | 16 Go (2 × 8 Go) 1600 MHz DDR3 SDRAM                                                                          | 16 Go (2 × 8 Go) 1600 MHz DDR3 SDRAM                                                                          | 16 Go (2 × 8 Go) 1600 MHz DDR3 SDRAM                                                                                               | 16 Go (2 × 8 Go) 1600 MHz DDR3 SDRAM                                                                                       | 16 Go (2 × 8 Go) 1600 MHz DDR3 SDRAM                                                                                       |             |             |             |             |             |             |             |             |             |             |             |             |             |             |             |             |             |             |             |             |
| Processeur graphique partagé avec la mémoire principale | Nvidia GeForce 320M en utilisant 256 Mo en DDR3 SDRAM | Nvidia GeForce 320M en utilisant 256 Mo en DDR3 SDRAM | Intel HD Graphics 3000 processeur graphique utilisant 288 Mo en DDR3 SDRAM                         | AMD Radeon HD 6630M, processeur graphique utilisant 256 Mo de mémoire en GDDR5                                        | Processeur graphique Intel HD Graphics 3000 en utilisant 384 Mo en DDR3 SDRAM                                                                                 | Intel HD Graphics 4000                                                                              | Intel HD Graphics 4000                                                                                        | Intel HD Graphics 4000                                                                                        | Intel HD Graphics 5000 | Intel Iris Graphics 5100                                                                                                   | Intel Iris Graphics 5100                                                                                                   |             |             |             |             |             |             |             |             |             |             |             |             |             |             |             |             |             |             |             |             |
| Disque dur                                              | 320 Go 5400 tr/min SATA En option : 500 Go 5400 tr/min SATA | 2 × 500 Go 5400 tr/min SATA | 500 Go 5400 tr/min SATA En option 750 Go 5400 tr/min SATA                                          | 500 Go 5400 tr/min SATA HDD En option : 750 Go 5400 tr/min SATA,SSD de 256 Go ou un SSD + 1 × 750 Go 5400 tr/min SATA | Disque dur 2 × 500 Go 5400 tr/min En option : Disque dur 2 × 750 Go 5400 tr/min.SSD de 1 ou 2 × 256 Go SSD de 1 × 256 Go, un disque dur de 750 Go 5400 tr/min | 500 Go 5400 tr/min en SATA                                                                          | 1 To 5400 tr/min SATA En option, 1 To en Fusion Drive ou SSD de 256 Go                                        | 2 × 1 To 5400 tr/min SATA En option 1 ou 2 × 256 Go en SSD(s)                                                 | 500 Go 5400 tr/min SATA En option 1 To en Fusion Drive                                                                             | 1 To 5400 tr/min SATA En option 1 To avec Fusion Drive ou 256 Go en SSD                                                    | 1 To en Fusion Drive En option en 2 To avec Fusion Drive ou 256 Go, 512 Go ou 1 To en SSD                                  |             |             |             |             |             |             |             |             |             |             |             |             |             |             |             |             |             |             |             |             |
| Lecteur optique                                         | SuperDrive (écriture : 6× DVD±R-DL, 8× DVD±R, 6× DVD-RW, 8× DVD+RW; lecture : 8× DVD±R, 24× CD, 24× CD-R et CD-RW                                                                                 | Aucun lecteur optique (En option lecteur SuperDrive) | Aucun lecteur optique (En option lecteur SuperDrive)                                               | Aucun lecteur optique (En option lecteur SuperDrive)                                                                  | Aucun lecteur optique (En option lecteur SuperDrive) | Aucun lecteur optique (En option lecteur SuperDrive)                                                | Aucun lecteur optique (En option lecteur SuperDrive)                                                          | Aucun lecteur optique (En option lecteur SuperDrive)                                                          | Aucun lecteur optique (En option lecteur SuperDrive)                                                                               | Aucun lecteur optique (En option lecteur SuperDrive)                                                                       | Aucun lecteur optique (En option lecteur SuperDrive)                                                                       |             |             |             |             |             |             |             |             |             |             |             |             |             |             |             |             |             |             |             |             |
| Connectivité                                            | 10/100/1000 Base-T Gigabit Ethernet port built-in AirPort Extreme (802.11a/b/g/n) Bluetooth 2.1+EDR IR receiver                                                                                   | 10/100/1000 Base-T Gigabit Ethernet port built-in AirPort Extreme (802.11a/b/g/n) Bluetooth 2.1+EDR IR receiver                                                                                   | Remplace Bluetooth 2.1+EDR en Bluetooth 4.0                                                        | Remplace Bluetooth 2.1+EDR en Bluetooth 4.0                                                                           | Remplace Bluetooth 2.1+EDR en Bluetooth 4.0 | Remplace Bluetooth 2.1+EDR en Bluetooth 4.0                                                         | Remplace Bluetooth 2.1+EDR en Bluetooth 4.0                                                                   | Remplace Bluetooth 2.1+EDR en Bluetooth 4.0                                                                   | Ajoute le support de 802.11ac | Ajoute le support de 802.11ac                                                                                              | Ajoute le support de 802.11ac                                                                                              |             |             |             |             |             |             |             |             |             |             |             |             |             |             |             |             |             |             |             |             |
| Connexions périphériques                                | 1 × HDMI Port (Comprend un adaptateur HDMI vers DVI) 1 × Mini DisplayPort 1 × Emplacement de carte SDXC 1 × Port Firewire 800 4 × Ports USB 2.0 1 × 3.5 mm (Prise casque) 1 × 3.5 mm (prise jack) | 1 × HDMI Port (Comprend un adaptateur HDMI vers DVI) 1 × Mini DisplayPort 1 × Emplacement de carte SDXC 1 × Port Firewire 800 4 × Ports USB 2.0 1 × 3.5 mm (Prise casque) 1 × 3.5 mm (prise jack) | Remplace Mini DisplayPort par 1 port Thunderbolt                                                   | Remplace Mini DisplayPort par 1 port Thunderbolt                                                                      | Remplace Mini DisplayPort par 1 port Thunderbolt | Remplace les 4 ports en USB 2.0 par 4 ports en USB 3.0                                              | Remplace les 4 ports en USB 2.0 par 4 ports en USB 3.0                                                        | Remplace les 4 ports en USB 2.0 par 4 ports en USB 3.0                                                        | Remplace le port Firewire 800 par 2 ports Thunderbolt                                                                              | Remplace le port Firewire 800 par 2 ports Thunderbolt                                                                      | Remplace le port Firewire 800 par 2 ports Thunderbolt                                                                      |             |             |             |             |             |             |             |             |             |             |             |             |             |             |             |             |             |             |             |             |
| Système d'exploitation (original)                       | Mac OS X 10.6.4 "Snow Leopard" | Mac OS X Server "Snow Leopard Server" , | Mac OS X v10.7 "Lion"                                                                              | Mac OS X v10.7 "Lion"                                                                                                 | Mac OS X 10.7 "Lion" & Mac OS X Server 10.7 "Lion Server" (plus tard fourni avec package "OS X Server")                                                       | OS X 10.8.2 "Mountain Lion"                                                                         | OS X 10.8.2 "Mountain Lion"                                                                                   | OS X 10.8 "Mountain Lion" & "OS X Server"                                                                     | OS X 10.10 "Yosemite" | OS X 10.10 "Yosemite" | OS X 10.10 "Yosemite" |             |             |             |             |             |             |             |             |             |             |             |             |             |             |             |             |             |             |             |             |

## Quatrième génération (2018 - A1993)
(juin 2023).

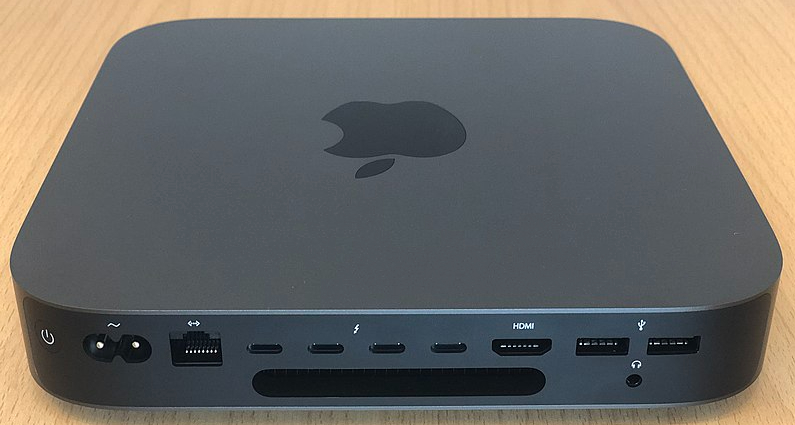
Arrière du Mac mini 2018.

Le 30 octobre 2018, Apple lance la quatrième génération de Mac mini, basée sur des processeurs Intel Coffee Lake, un boitier unibody désormais gris sidéral avec 4 ports Thunderbolt 3 (format USB-C).

### Tableau des modèles
| Arrêté | En cours |

| Composant                 | Intel Core i3, i5, i7 | Intel Core i3, i5, i7 |
| Model                     | 2018 | 2018 |
| ------------------------- | --- | --- |
| Date de sortie            | 7 novembre 2018 | 7 novembre 2018 |
| Numéro d'ordre            | MRTR2*/A | MRTT2*/A |
| Type modèle               | Macmini8,1 | Macmini8,1 |
| Prix au lancement         | 899 € | 1249 € |
| Numéro modèle             | A1993 | A1993 |
| Processeur                | Intel Core i3-8100B quad-core CPU Optional Intel Core i7-8700B six-core CPU at time of purchase only | Intel Core i5-8500B six-core CPU Optional Intel Core i7-8700B six-core CPU at time of purchase only |
| Fréquence (boost)         | 3.6 GHz (Core i3) or 3.2 GHz (Core i7, boost to 4.6 GHz) | 3.0 GHz (Core i5, boost to 4.1 GHz) or 3.2 GHz (Core i7, boost to 4.6 GHz) |
| Cores/Threads             | 4/4 (Core i3), 6/12 (Core i7) | 6/6 (Core i5), 6/12 (Core i7) |
| Cache                     | 6 MB (Core i3), 12 MB (Core i7) | 9 MB (Core i5), 12 MB (Core i7) |
| Mémoire                   | 8 GB (Optional upgrade at time of purchase: 16 GB/32 GB/64 GB) | 8 GB (Optional upgrade at time of purchase: 16 GB/32 GB/64 GB) |
| Mémoire                   | DDR4 SO-DIMM 2666 MHz | |
| Processeur graphique      | Intel UHD Graphics 630 | Intel UHD Graphics 630 |
| Affichages supporté       | Supporte les combinaisons maximales d'affichage : - Sur 3 écrans : 2 × 4K à 60 Hz via Thunderbolt 3, plus 1 écran 4K 60 Hz via HDMI 2.0 - Sur 2 écrans : 1 écran 5K (5120×2880) à 60 Hz via Thunderbolt 3, plus 1 écran 4K à 60 Hz via HDMI 2.0 - Prise en charge par les sorties vidéo numériques Thunderbolt 3 : sortie DisplayPort 1.2 (4K) output over USB-C - Sortie vidéo écran HDMI 2.0 : prise en charge d’un écran d’une résolution atteignant 4K à 60 Hz | Supporte les combinaisons maximales d'affichage : - Sur 3 écrans : 2 × 4K à 60 Hz via Thunderbolt 3, plus 1 écran 4K 60 Hz via HDMI 2.0 - Sur 2 écrans : 1 écran 5K (5120×2880) à 60 Hz via Thunderbolt 3, plus 1 écran 4K à 60 Hz via HDMI 2.0 - Prise en charge par les sorties vidéo numériques Thunderbolt 3 : sortie DisplayPort 1.2 (4K) output over USB-C - Sortie vidéo écran HDMI 2.0 : prise en charge d’un écran d’une résolution atteignant 4K à 60 Hz |
| SSD                       | 128 GB (before March 2020) 256 GB Optional 512 GB, 1 TB, or 2 TB available at time of purchase only. Before March 2020, 256 GB was optional. | 256 GB (before March 2020) 512 GB Optional 1 TB or 2 TB available at time of purchase only. Before March 2020, 512 GB was optional. |
| SSD                       | NVMe/PCIe 3.0 ×4 8.0 GT/s (31.5 Gbit/s) | |
| Puce de sécurité          | Apple T2 | Apple T2 |
| Connectivité              | Built-in Wi-Fi 5 (802.11a/b/g/n/ac) 3×3 chipset, up to 1.3 Gbit/s | Built-in Wi-Fi 5 (802.11a/b/g/n/ac) 3×3 chipset, up to 1.3 Gbit/s |
| Connectivité              | Bluetooth 5.0 | |
| Connectivité              | Gigabit Ethernet (upgradeable to 10 Gigabit Ethernet at time of purchase) | |
| Connexions périphériques  | 4× Thunderbolt 3 (USB-C 3.1 Gen 2) | 4× Thunderbolt 3 (USB-C 3.1 Gen 2) |
| Connexions périphériques  | 2× USB 3.0 Type-A | |
| Connexions périphériques  | HDMI 2.0 | |
| Connexions périphériques  | Prise casque 3.5 mm | |
| Bruit                     | 4 dBA | 4 dBA |
| Puissance                 | 150 W (maximum en continu) Arrêt : 0.34 W ; veille : 1.16W ; allumé : 11.5 W | 150 W (maximum en continu) Arrêt : 0.34 W ; veille : 1.16W ; allumé : 11.5 W |
| Émissions de gaz de serre | 226 kg CO2e | 255 kg CO2e |
| Poids                     | 1.3 kg | 1.3 kg |
| Dimensions                | 3.6 cm (H) × 19.7 cm (L) × 19.7 cm (l) | 3.6 cm (H) × 19.7 cm (L) × 19.7 cm (l) |

## Cinquième génération (Apple M1) - A2348
Le 10 novembre 2020, Apple lance la cinquième génération de Mac mini, basée sur la toute première puce Apple Silicon pour Mac, l'Apple M1. Le boitier passe du gris sidéral à un gris argent proche des premières version unibody.
Le modèle 2018 Intel Core i5 (6 cœurs à 3 GHz et 512 Go de stockage) reste à la vente à 1 259 €.

### Tableau des modèles
|  | En cours |

| Composant                         | Apple M1 | Apple M1 |
| Modèle                            | 2020 | 2020 |
| --------------------------------- | --- | --- |
| Date de lancement                 | Novembre 2020 | Novembre 2020 |
| Numéro d'ordre                    | MGNR3*/A | MGNT3*/A |
| Type modèle                       | Macmini9,1 | Macmini9,1 |
| Prix au lancement                 | 799 € | 1029 € |
| Numéro de modèle                  | A2348 | A2348 |
| Processeur                        | 3.2 GHz 8-core Apple M1 | 3.2 GHz 8-core Apple M1 |
| Mémoire                           | 8 GB LPDDRX4 de mémoire vive (Optionellement 16 GB au moment de la commande) | 8 GB LPDDRX4 de mémoire vive (Optionellement 16 GB au moment de la commande) |
| Mémoire                           | Mémoire unifiée | |
| Processeur graphique              | 8-core GPU embarqué par Apple | 8-core GPU embarqué par Apple |
| Affichages supportés              | Supporte les combinaisons maximales d'affichage : - 2 écrans simultanés : 1 écran avec une résolution 6K à 60 Hz via Thunderbolt 3, plus 1 écran 4K à 60 Hz via HDMI 2.0 - Prise en charge par les sorties vidéo numériques Thunderbolt 3 : sortie DisplayPort native par USB-C (6K) - Sortie vidéo écran HDMI 2.0 : prise en charge d’un écran d’une résolution atteignant 4K à 60 Hz | Supporte les combinaisons maximales d'affichage : - 2 écrans simultanés : 1 écran avec une résolution 6K à 60 Hz via Thunderbolt 3, plus 1 écran 4K à 60 Hz via HDMI 2.0 - Prise en charge par les sorties vidéo numériques Thunderbolt 3 : sortie DisplayPort native par USB-C (6K) - Sortie vidéo écran HDMI 2.0 : prise en charge d’un écran d’une résolution atteignant 4K à 60 Hz |
| SSD                               | 256 GB 512 GB, 1 TB, ou 2 TB disponibles optionellement au moment de la commande. | 512 GB 1 TB or 2 TB disponibles optionellement au moment de la commande. |
| Connectivité                      | Wi-Fi 6 (802.11a/b/g/n/ac/ax) | Wi-Fi 6 (802.11a/b/g/n/ac/ax) |
| Connectivité                      | Bluetooth 5.0 | |
| Connectivité                      | Gigabit Ethernet (améliorable à de l'Ethernet 10Gbit au moment de la commande depuis avril 2021) | |
| Connexions périphériques          | 2× Thunderbolt 3 (USB-C 4) | 2× Thunderbolt 3 (USB-C 4) |
| Connexions périphériques          | 2× USB 3.0 Type-A | |
| Connexions périphériques          | HDMI 2.0 | |
| Connexions périphériques          | Prise casque 3,5 mm (et haut parleur intégré) | |
| Puissance                         | 150 W (maximal en continu) Arrêt 0.25 W ; veille 0,68 W ; allumé 6.5 W | 150 W (maximal en continu) Arrêt 0.25 W ; veille 0,68 W ; allumé 6.5 W |
| Émissions de gaz à effet de serre | 172 kg CO2e | 197 kg CO2e |
| Poids                             | 1.2 kg | 1.2 kg |
| Dimensions                        | 3.6 cm (H) × 19.7 cm (L) × 19.7 cm (l) | 3.6 cm (H) × 19.7 cm (L) × 19.7 cm (l) |

## Sixième génération (Apple M2)
Le 17 janvier 2023, Apple lance la sixième génération du Mac mini. Le boîtier reste identique à celui de la version précédente avec la puce M1, mais il est désormais équipé en standard de la puce M2, avec la possibilité de choisir un modèle avec la puce M2 Pro. De base, il est équipé de 256 Go de stockage et 8 Go de RAM, mais il est possible de le configurer à l’achat avec 16 ou 24 Go de RAM et jusqu'à 8 To de stockage avec le modèle M2 Pro. Un port Ethernet RJ-45 de 10 Gb/s est disponible en option, et le modèle M2 Pro se dote de deux ports Thunderbolt supplémentaires et d'un port HDMI 2.1.

## Septième génération (Apple M4)
Le 29 octobre 2024, Apple présente la septième génération du Mac mini. Celui-ci est disponible à la vente le 8 novembre 2024. Le design change radicalement comparé à celui de la version précédente avec la puce M2, avec un nouveau boîtier de 5 pouces par 5 (12,7 x 12,7 cm) qui présente deux ports USB-C et la prise casque 3,5 mm sur la face avant. Le poids est de 670 g pour la version M4 et 730 g pour la version M4 Pro. Le bouton d’alimentation ne se trouve plus à l’arrière du boîtier, mais sous celui-ci.
Il est désormais équipé en standard de la puce M4, avec la possibilité de choisir un modèle avec la puce M4 Pro. De base, il est équipé de 256 Go de stockage et 16 Go de RAM, mais il est possible de le configurer à l’achat avec 24, 32, 48 ou 64 Go de RAM et jusqu'à 8 To de stockage pour le modèle avec la puce M4 Pro. Le Mac mini avec puce M4 comporte trois ports Thunderbolt 4, qui passent en Thunderbolt 5 avec la puce M4 Pro. Un port Ethernet RJ-45 de 10 Gb/s est disponible en option. À l'instar du Mac Studio, le SSD n'est pas soudé sur la carte-mère, rendant possible son changement.
Apple affirme qu'il s'agit du premier Mac neutre en carbone.